# 1956 ve filmu

## Události
- 5. října mělo premiéru Desatero přikázání a stalo se nejvýdělečnějším náboženským filmem.
- 15. listopadu se v kinech objevil první film Elvise Presleyeho, Love Me Tender.

## Nejvýdělečnější filmy roku
| Pořadí | Název                         | Země | Tržba (v dolarech) |
| ------ | ----------------------------- | ---- | ------------------ |
| 1.     | Desatero přikázání            | USA  | 85 400 000         |
| 2.     | Cesta kolem světa za 80 dní   | USA  | 42 000 000         |
| 3.     | Seven Wonders of the World    | USA  | 32 100 000         |
| 4.     | Vojna a mír                   | USA  | 12 500 000         |
| 5.     | Bílá velryba                  | USA  | 10 400 000         |
| 6.     | Muž, který věděl příliš mnoho | USA  | 10 200 000         |

## Ocenění

### Oscar
Nejlepší film: Cesta kolem světa za 80 dní
Nejlepší režie: George Stevens - Giant
Nejlepší mužský herecký výkon: Yul Brynner - Král a já
Nejlepší ženský herecký výkon: Ingrid Bergman - Anastasia
Nejlepší mužský herecký výkon ve vedlejší roli: Anthony Quinn - Lust for Life
Nejlepší ženský herecký výkon ve vedlejší roli: Dorothy Malone - Written on the Wind
Nejlepší cizojazyčný film: La Strada, režie Federico Fellini, Itálie

### Zlatý Glóbus
Drama
Nejlepší film: Cesta kolem světa za 80 dní
Nejlepší herec: Kirk Douglas - Lust for Life
Nejlepší herečka: Ingrid Bergman - Anastasia
Muzikál nebo komedie
Nejlepší film: Král a já
Nejlepší herec: Cantinflas - Cesta kolem světa za 80 dní
Nejlepší herečka: Deborah Kerr - Král a já
Jiné
Nejlepší režie: Elia Kazan - Baby Doll

## Narozeniny
- 3. leden - Mel Gibson, herec a režisér
- 7. leden - David Caruso, herec
- 21. leden - Geena Davis, americká herečka
- 27. leden - Mimi Rogers, americká herečka
- 11. únor - Kathleen Beller, herečka
- 12. duben - Andy Garcia, herec
- 9. červenec - Tom Hanks, herec
- 26. září - Linda Hamilton, herečka

## Úmrtí
- 12. leden - Norman Kerry, americký herec (*1894)
- 23. leden - Alexander Korda, maďarský filmový režisér, zakladatel londýnských filmů
- 25. březen - Robert Newton, anglický herec (*1905)
- 30. červen - Thorleif Lund, norský herec
- 16. červenec - Olof Winnerstrand, švédský herec
- 16. srpen - Béla Lugosi, původem maďarský herec, nejlépe známý jeho rolí jako Dracula
- 12. prosinec - Ewald André Dupont, německý režisér

## Filmové debuty
- Michael Caine